# 昭陵六骏

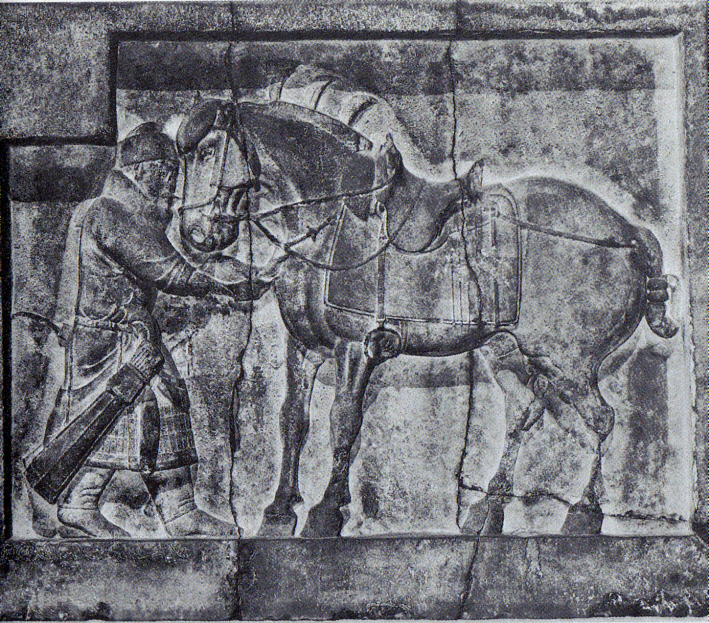
身穿马具的飒露紫，其左为丘行恭，摄于1920年，现藏于宾夕法尼亚大学考古學与人类博物馆

昭陵六骏是指陕西醴泉唐太宗李世民陵墓昭陵北面祭坛东西两侧的六块骏马青石浮雕石刻。每块石刻宽约205厘米、高170厘米，厚30厘米、重约2.5吨。“昭陵六骏”造型优美，雕刻线条流畅，刀工精细、圆润，是珍贵的古代石刻艺术珍品。六骏是李世民在唐朝建立前先后骑过的战马，分别名为拳毛騧、什伐赤、白蹄乌、特勒骠、青骓、飒露紫。为纪念这六匹战马，李世民令工艺家阎立德和其弟画家阎立本，用浮雕描绘六匹战马列置于陵前。

## 飒露紫、拳毛騧流入海外

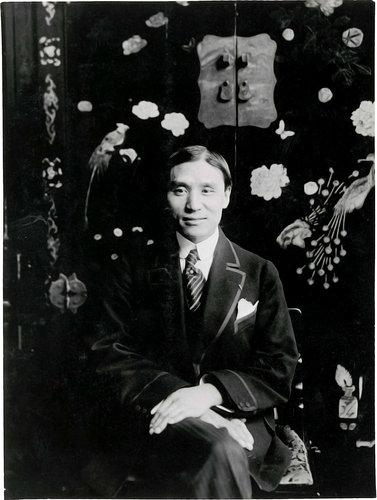
盜賣飒露紫、拳毛騧的卢芹斋（C .T. Loo），他將此二尊雕塑以12萬5千美元的價格賣給了賓大的博物館

这组石刻分别表现了唐太宗在开国重大战役中的所乘战马的英姿。六骏中的飒露紫、拳毛騧于1918年被卢芹斋盗卖到美国，后为实业家埃爾德里奇·R·約翰遜购得，并捐献给宾夕法尼亚大学博物馆，现藏于宾夕法尼亚大学博物馆。其余四块曾被打碎装箱，盗运时被截获，现陈列在西安碑林博物馆。罗振玉在其著作《石交录》中记载袁世凯之子袁克文令文物商人将昭陵六骏运往洹上村，文物商因石体重大不便，先将飒露紫、拳毛騧二石剖而运之。袁克文“怒估人之剖石也，斥不受。”

## 产地来源

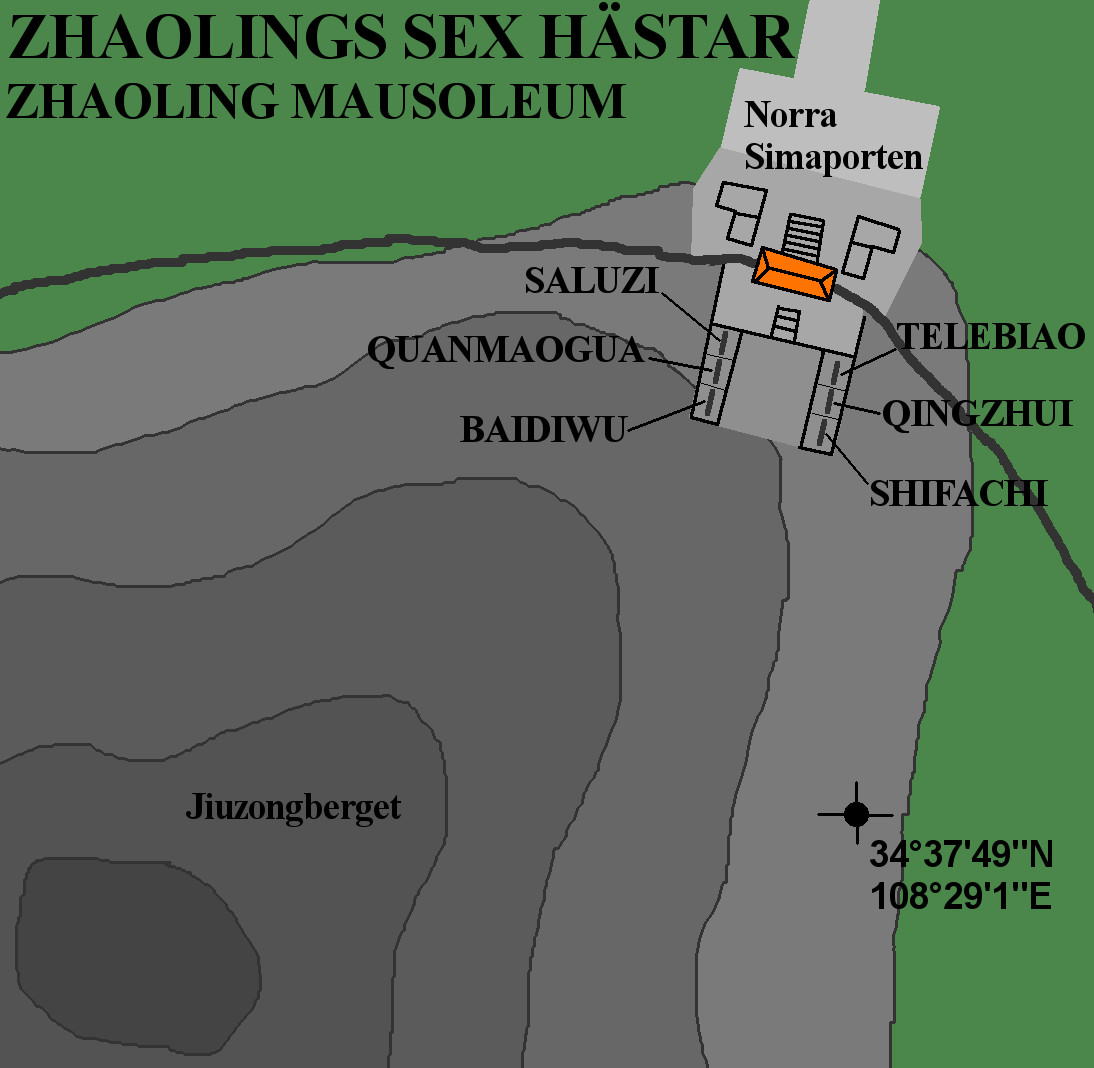
昭陵六駿（圖中瑞典語Zhaolings sex hästar）原本的陪葬位置

李渊早在太原起兵时，就竭尽全力搜集良马以装备军骑，并不得不称臣于突厥以求“胡马”。始毕可汗为此派人送马2000匹到太原供李渊选择，这才为李渊进军长安奠定了物质基础。此后，在征服北方群雄的一系列战役中，唐朝特别注重骑兵攻击战术和不断补充马匹需求的重要性，依赖大批战马流动作战。据考证，初唐获取马匹主要有四条渠道；一是外域贡马，从618年到630年，东突厥始毕可汗、頡利可汗和西突厥统叶护等多次遣使赠送或贡献过数百匹突厥名马，西突厥控制下的西域诸国，如康国、安国、疏勒、龟兹、焉耆等也分别遣使贡献过西域良马；二是俘获战马，如621年，唐军在灵州攻击突厥，一次缴获战马一千余匹。625年，突厥入寇幽州被唐军击溃，俘获战马五千匹。630年，李靖击败突厥，获取驼马数十万计；三是互市买马，此时，唐朝还专门派官员在边境关口与突厥进行过“印马”互市；四是隋宫厩马，隋朝曾多次接受过突厥等外域贡献的名马，如584年，突厥一次赠马千匹。592年，贡马万匹。607年，献马三千匹。有许多骏马被充实到马厩，所以隋宫御马被唐朝接收后，成为军事将领的坐骑。

## 马种

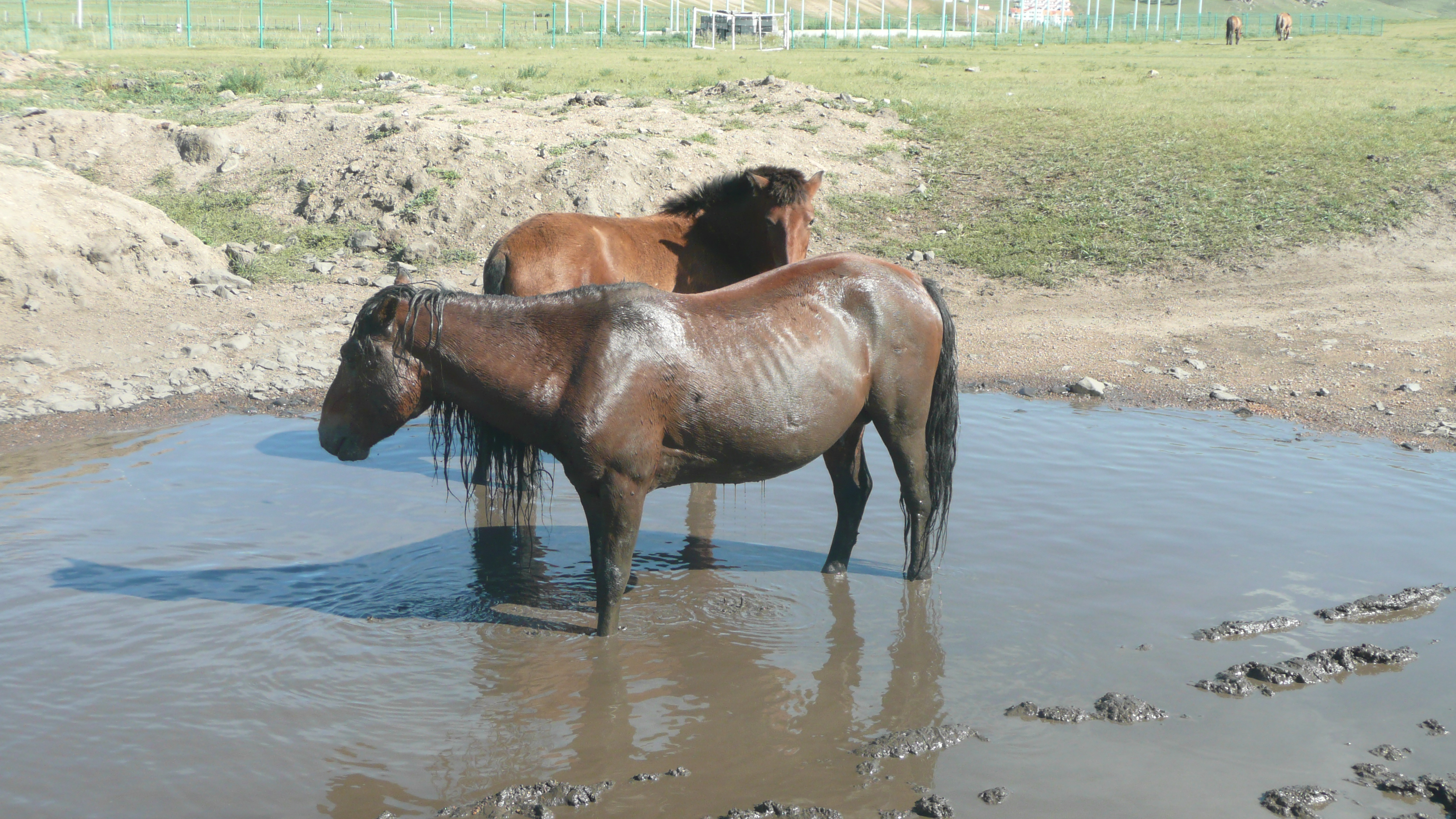
蒙古马

从六骏石刻上观察，至少可以断定什伐赤、拳毛騧、白蹄乌属蒙古草原马系，而特勒骠、飒露紫、青骓则属中亚、西亚马系。什伐赤头大个接，耐力极强，并有突厥三花剪法的鬃毛，体质结构是明显的草原马型；拳毛騧体型是头大鼻高，身材不高，蹄大快程，属于蒙古骏马种（普氏野马）系；白蹄乌是颈硕鼻高，四肢不长，筋骨强健，与蒙古草原马相似；而特勒骠形象健壮，长腿小腹，属典型的锡尔河流域的中亚马系；飒露紫外观高大魁伟，头小臀肥，腿骨劲挺，属于古代里海地区亚利安马种；青骓马形上有着明显的阿拉伯马的双脊成份，可能是阿拉伯马系与中亚马系的杂交种马。总之，昭陵六骏中至少有四骏属于突厥马系中的优良品种，其马具、马饰等也是突厥式的装备，这也说明了其来源地，与东、西突厥均有关系。

## 六骏名号
自古以来良马特别是名马，都有自己的名号，从周秦汉晋时起西域骏马“汗血”、“奔霄”、“蒲梢”等非汉语译名就在中原流行。昭陵六骏的名号也不是中原本土之名，其含义皆与外来语言有关。昭陵六骏的马名专称，应该是唐人与突厥以及外域长期交往中所熟悉和使用的。而唐太宗以突厥语或突厥官名来命名自己的心爱坐骑，就是以突厥赞颂英雄、勇士的风俗，来纪念和讴歌唐初自己平定天下的辉煌战绩。除了六骏外，唐太宗还曾在骨利干贡献的百匹良马中选出“十骥”，不过骨利干“十骥”的称号（即腾云白、皎雪骢、凝露白、玄光骢、决波騟、飞霞骠、发电赤、流金、翔麟紫、奔虹赤）含义非常清楚，都是汉语“腾云”、“发电”赞美骏马的形容词。
- 什伐赤：虎牢之戰逐个击破王世充、窦建德时所乘，臀中五箭。“什伐”对音转译为“Shad”，即設，是突厥军事将领的高级官号，此官位于可汗、叶护之下，率领精锐兵马有万人左右。当时突厥汗国中号称“Shad”的领兵将军很多，大多是出身阿史那氏可汗的直系亲属。因此，“什伐赤”是用突厥官号命名的一匹坐骑。[2]李世民赞曰：

瀍涧未静，斧钺申威
朱汗骋足，青旌凯归
- 青骓：平窦建德时所乘，四蹄腾空，身中五箭，其中前体一箭，后体四箭。“青”，并不是古汉语中的蓝色或苍色，而是来源于突厥文Cin或Sin，为“秦”字之音写。隋唐时期中亚人和中国人都笼统地称中亚以西的“海西国”为大秦国，“青”、“秦”同音，泛指来自西方“大秦”的骏马。[2]李世民赞曰：

足轻电影，神发天机
策兹飞练，定我戎衣
- 特勒骠：白里沁黄，平宋金刚时所乘，无箭伤。特勒膘。“特勒”原为“特勤”，是突厥文“Tegin”的汉文译名，是当时突厥汗国的高级官号之一，多由突厥王室子弟担任，但投降突厥的汉人也可封此官号。隋唐时期获得“特勒”的突厥人很多，是一个常见的官衔唐太宗以突厥“特勒”官号命名自己的坐骑，也是赞扬突厥骏马的一种习俗。[2]李世民赞曰：

应策腾空，承声半汉
天险摧敌，乘危济难
- 飒露紫：征洛都王世充时所乘，前胸中箭，丘敦行恭与李世民换骑，并为飒露紫拔箭，浮雕里附一武将，仿丘敦行恭拔箭。“飒露”的突厥语读音还原为“isbara”，汉译“沙钵略”或“始波罗”，乃是“勇健者”之义，常被突厥人用作领袖的荣誉性称号，曾作为突厥可汗的高贵称号多次出现在突厥碑铭中。所以飒露紫的真正含义就是“勇健者”的紫色骏马。[2]李世民赞曰：

紫燕超跃，骨腾神骏
气詟三川，威凌八阵
- 拳毛騧：黄皮黑嘴，身布连环旋毛。平刘黑闼时所乘，身中九箭。这匹骏马是唐朝代州刺史许洛仁进献给李世民的坐骑，“拳毛”音源于突厥文Khowar，标准译名应源于“权于魔”，是西突厥控制下的一个小国地名，位于今新疆塔什库尔干以西和巴基斯坦最北部之间，故拳毛騧可能是一匹与“权于魔国”种马杂交的良马。[2]李世民赞曰：

月精按辔，天驷横行
弧矢载戢，氛埃廓清
- 白蹄乌：平薛仁杲时所乘，无箭伤。其语意来源于突厥语“bo-ta”，义为幼马或幼骆驼，是“少汗”之意，即这匹黑马是冠以“少汗”荣誉性专名的坐骑，带有赞美的称街和高贵官号的象征意义。[2]李世民赞曰：

倚天长剑，追风骏足
耸辔平陇，回鞍定蜀